# Lišov (okres Krupina)
Lišov je obec na Slovensku v okrese Krupina. Nachází se na jihu Štiavnických vrchů severně od města Dudince. Žije zde 215 obyvatel.
První zmínka o obci pochází z roku 1235. V obci je pozdněgotický evangelický kostel z roku 1590.
V obci se nachází Muzeum Lišov, které má tři části, první je tradiční dům postavený v roce 1916 s prvky hontanské architektury, druhou je keltské obydlí, které slouží jako ukázka keltského života v Evropě, a třetí je „Galéria masiek“, jedinečná expozice masek z celého světa s přibližně 500 maskami.[zdroj⁠?!]